# Атемахак-де-Брисуэла
Атемахак-де-Брисуэла (исп. Atemajac de Brizuela) — посёлок в Мексике, в штате Халиско, входит в состав одноименного муниципалитета и является его административным центром. Численность населения, по данным переписи 2020 года, составила 6432 человека.

## Общие сведения
Название поселения составное: Atemajac  с языка науатль можно перевести как камень, разветвляющий воду, а Brizuela дано в честь полковника Мигеля Брисуэлы.
Поселение было основано в VIII веке народом отоми, вынужденным переселиться в высокогорные районы от разлившихся рек.
В период с 1490 по 1510 годы жители Атемахака участвовали в войне за солончаки.
Во время колонизации поселение было энкомьендой Атемахак-де-лас-Таблас под управлением Алонсо де Авалоса, а францисканский монах Хуан де Падилья занимался евангелизацией местного населения.
25 апреля 1903 года название поселения было изменено на Атемахак-де-Брисуэла.
Он расположен в 90 км к юго-западу от столицы штата, города Гвадалахара, на региональной автодороге 437.

## Население
| Год  | Численность | Численность |
| ---- | ----------- | ----------- |
| 2000 | 4613        | [ 7 ]       |
| 2010 | 5457        | [ 8 ]       |
| 2020 | 6432        | [ 9 ]       |